# Cijanohidrin b-glukoziltransferaza
Cijanohidrin b-glukoziltransferaza (EC 2.4.1.85, uridin difosfoglukoza--hidroksimandelonitrilna glukoziltransferaza, UDP-glukoza--hidroksimandelonitrilna glukoziltransferaza, uridin difosfoglukoza-cijanohidrinska glukoziltransferaza, uridin difosfoglukoza:aldehid cijanohidrin beta-glukoziltransferaza, UDP-glukoza:-4-hidroksimandelonitrilna beta-D-glukoziltransferaza, UGT85B1, UDP-glukoza:p-hidroksimandelonitril-O-glukoziltransferaza) je enzim sa sistematskim imenom UDP-D-glukoza:-4-hidroksimandelonitril beta--glukoziltransferaza. Ovaj enzim katalizuje sledeću hemijsku reakciju
UDP--glukoza + (S)-4-hidroksimandelonitril {\displaystyle \rightleftharpoons } UDP + (S)-4-hidroksimandelonitril beta--glukozid
Ovaj enzim deluje na širok opseg supstrata in vitro, uključujući cijanohidrine, terpenoide, fenolne, heksanolne derivate i biljne hormone.

## Literatura
- Nicholas C. Price; Lewis Stevens (1999). Fundamentals of Enzymology: The Cell and Molecular Biology of Catalytic Proteins (Third изд.). USA: Oxford University Press. ISBN 019850229X.
- Eric J. Toone (2006). Advances in Enzymology and Related Areas of Molecular Biology, Protein Evolution (Volume 75 изд.). Wiley-Interscience. ISBN 0471205036.
- Branden C; Tooze J. Introduction to Protein Structure. New York, NY: Garland Publishing. ISBN 0-8153-2305-0.
- Irwin H. Segel. Enzyme Kinetics: Behavior and Analysis of Rapid Equilibrium and Steady-State Enzyme Systems (Book 44 изд.). Wiley Classics Library. ISBN 0471303097.

## Spoljašnje veze
- Cyanohydrin+beta-glucosyltransferase на 